# Renato Beccuti
Renato Beccuti (né le 26 mai 1901 à Turin et mort en 1968) est un joueur de football italien, qui jouait au poste de milieu de terrain.

## Biographie
Fils de l'avocat Pompeo Beccuti (1886-1930) et de Giovanna Migliardi (tous deux originaires de Cortiglione), il ne participe pas à la Première Guerre mondiale, car trop jeune et étant le seul fils de sa famille. 
Il fréquente tout d'abord l'Istituto sociale des jésuites, où il fréquente notamment Mario Soldati ainsi qu'Enrico Paolucci.
Beccuti commence sa carrière pour le club de sa ville natale de la Juventus en 1920 (jouant son premier match le 9 janvier 1921 lors d'une victoire 5-1 sur Carignano Calcio). Il y reste trois saisons, avant de rejoindre en 1923 (année où le club est acheté par les Agnelli) le Novare Calcio, jouant alors son dernier match avec les bianconeri lors d'un match nul 2-2 contre Bologne le 6 mai 1923.
Il reprend ensuite ses études de jurisprudence. Il décède à l'âge de 67 ans.